# Eduardo Urrejola González
Eduardo Urrejola González (n. 19 de agosto de 1938 - m. 21 de marzo de 2022) fue un abogado y profesor chileno. Se desenvolvió como profesor de Derecho en la Pontificia Universidad Católica de Chile. Fue partícipe del Consejo de Defensa del Estado durante muchos años, dejando el cargo debido al cumplimiento de la edad máxima de trabajo en la institución a los 75 años, en el año 2013.
Es oriundo de Concepción y concretó sus estudios de derecho en la Pontificia Universidad Católica de Chile. Se casó con María del Pilar Montenegro en 1964 para tener posteriormente tres hijos:
Eduardo Urrejola (1965-actualidad), Andrea Urrejola (1968-2012) y Francisca Urrejola (1972-actualidad).

## Biografía
Ingresó a la Facultad de Derecho de la Pontificia Universidad Católica de Chile, obtuvo el título de abogado en 1962. Entre 1963 y 1968 fue abogado de la Sociedad del Canal del Maipo. Desde 1968 hasta 1973 fue abogado Jefe del Servicio de Asistencia Judicial de San Miguel.
En 1974 ingresó a la Facultad de Derecho de su alma mater como profesor titular, cargo en el que se mantuvo hasta el año 2019.
En 1994 fue nombrado Director de la Clínica Jurídica de la Facultad de Derecho de la PUC, institución que él mismo había fundado en la década de 1970, cargo que desempeñó hasta 1998.
Desde 1989 y hasta 2013 fue Abogado Consejero del Consejo de Defensa del Estado de Chile, siendo presidente de la Sección Penal. En caso de faltar el presidente del Consejo Urrejola se desempeñaba como primer subrogante.
En 2019 dejó de dar clases en la Pontificia Universidad Católica de Chile. El 21 de marzo de 2022 falleció, a la edad de 83 años. 

### Vida privada
Casado con María del Pilar Montenegro Sánchez, tuvo tres hijos: Eduardo, Andrea y Francisca.